# Jdeidat Yabous
Jdeidat Yabous (tiếng Ả Rập: جديدة يابوس; cũng đánh vần là Jdeidet Yabous), trước đây gọi là Ainkania, là một ngôi làng nằm 45 kilômét (28 mi) phía tây Damascus, Syria. Theo Cục Thống kê Trung ương Syria, ngôi làng có dân số 994 người trong cuộc điều tra dân số năm 2004.
Ngôi làng nằm trên những ngọn đồi, trên biên giới giữa Syria và Lebanon, nơi một trạm kiểm soát được vận hành giữa hai nước. Vũ khí đã bị thu giữ tại trạm kiểm soát, được buôn lậu từ Lebanon giấu trong sàn xe tải, để phiến quân trong cuộc nội chiến ở Syria.

## Mùa xuân và đền thờ La Mã
Có một ngôi đền mùa xuân và La Mã trong khu vực được gọi là Ain QLocation hoặc Ayn QLocation. Julien Aliquot đã xác định tên cổ của ngôi làng, trước đây được gọi là Ainkania sau mùa xuân này. Một nghiên cứu về khu định cư và khu bảo tồn cổ xưa hiện đang được tiến hành dưới thời Ibrahim Omeri. Có ý kiến cho rằng nữ thần Leucothea được thờ phụng tại ngôi đền nằm ở phía đông bắc của một nhóm Đền thờ của Núi Hermon.